# Албан Берг
Албан Берг (Беч, 9. фебруар 1885 — Беч, 24. децембар 1935) је био аустријски композитор и један од представника Друге бечке школе. Био је ученик Арнолда Шенберга па самим тиме и припадник бечке атоналне школе, но ипак успео је да створи индивидуални експресионистички музички израз који је посебни упечатљив у његовој опери Wozzeck, својеврсном експресионистичком ремек-делу.
У новије време назван је „класиком модерне музике“. Берг је успешно компоновао дела која представљају комбинацију Малеровог романтизма и Шенбергове додекафоније.